# صمد بورسيدي
صمد بورسيدي (بالفارسية: صمد پورسیدی) مواليد 15 أكتوبر 1985 في إيران، هو دراج إيراني في صنف سباق الدراجات على الطريق.

## روابط خارجية
- صمد بورسيدي على موقع الاتحاد الدولي للدراجات (الإنجليزية)
- صمد بورسيدي على موقع أرشيف الدراجات (الإنجليزية)
- صمد بورسيدي على موقع إحصائيات الدراجات الإحترافية (الإنجليزية)
- صمد بورسيدي على موقع نسبة الدراجات (الإنجليزية)
- صمد بورسيدي على موقع أوليمبيديا (الإنجليزية)
- لمحة عن صمد بورسيدي  على موقع ProCyclingStats  -  (برو  سايكلنج  ستاتس) - إحصاءات  محترفي  الدراجات.